# جزيرة مايناو

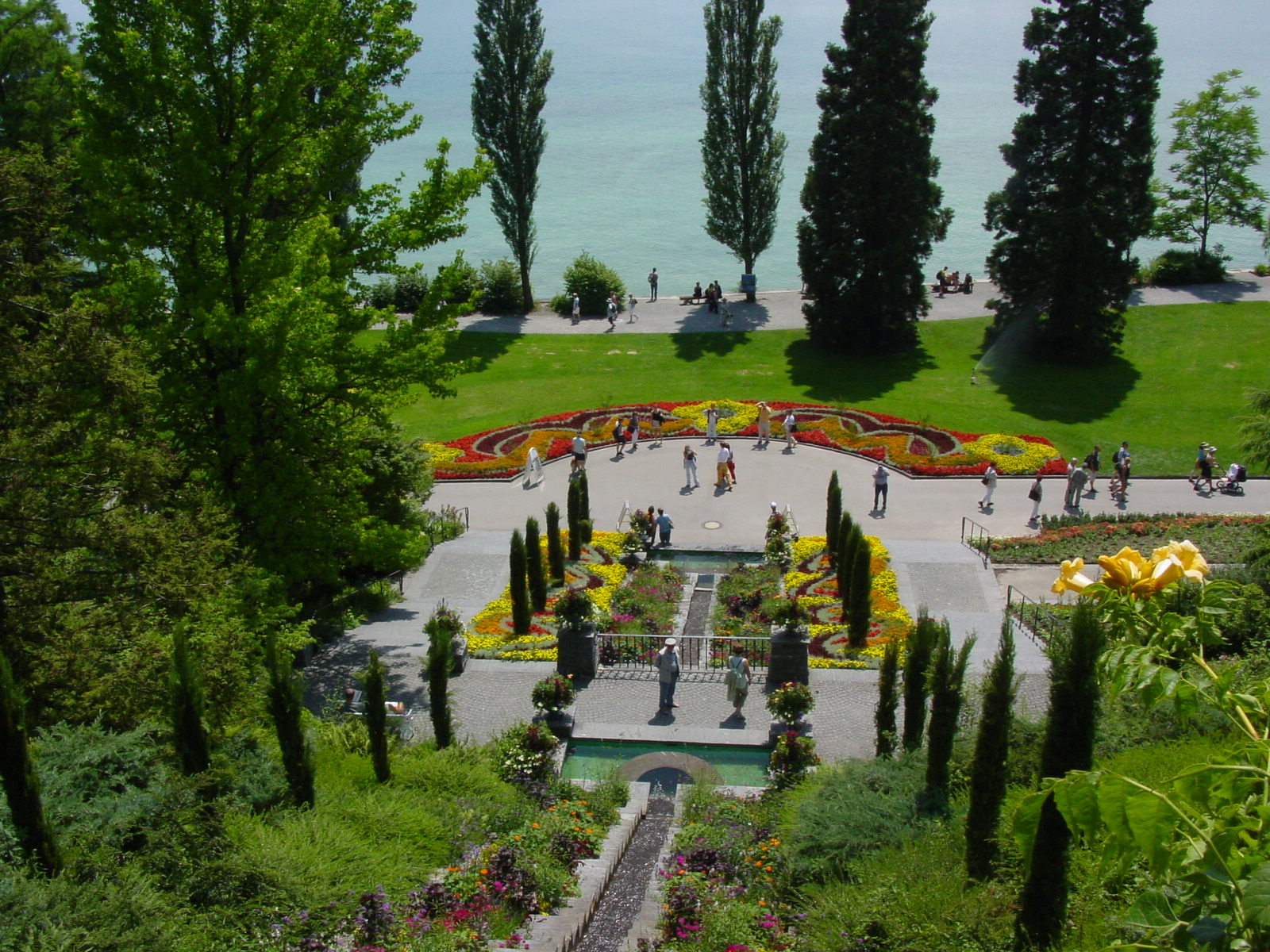
أزهار وورود على جزيرة مايناو

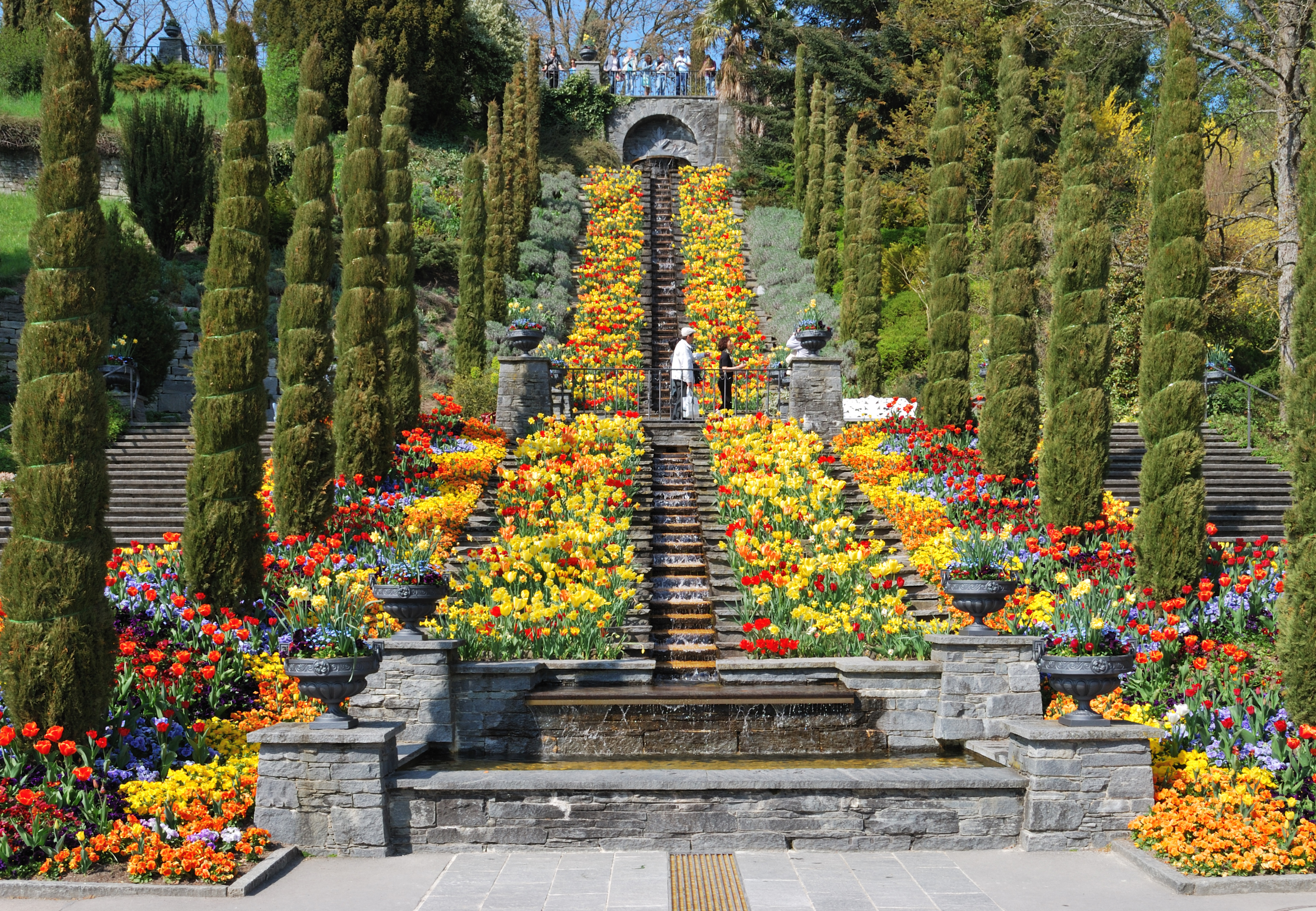
ما يسمى "مدرج المياه الإيطالي" في مايناو، ألمانيا 2010

جزيرة مايناو (بالألمانية: Mainau) هي جزيرة ألمانية صغيرة في الجنوب تبلغ مساحتها نحو 45 هكتار وتشتهر بأنها جزيرة الأزهار والورود، ولهذا يزورها السياح من كل البلاد. تقع الجزيرة في بحيرة بودنسي الموجودة بين ألمانيا وسويسرا.
الجزيرة مكونة من صخور طباشيرية رسوبية في أحد فروع البحيرة الذي يسمى «أوبرلينغر سي»، وهو يقع في الجزء الشمالي الغربي من بحيرة بودنسي. ويمكن الوصول إلى الجزيرة من طرفه الجنوبي حيث يوصل جسر بينهما، كما أن للجزيرة ميناء صغير ترسو عليه معديات آتية من مختلف المدن على بحيرة بودنسي. أقرب المدن الكبيرة إليها هي: كونستانز وميريسبورج وأوبرلينغن.
يمتلك الجزيرة عائلة برنادوت من العائلة الملكية السويدية. وتمثل عائلة الكونت برنادوت أحد ما يشد السياح لزيارة الجزيرة، وتقوم العائلة برعاية الجزيرة وكل ما عليها من منشآت وأزهار وورود. يمر بالقرب من الجزيرة طريق زراعي يسمى «طريق الباروك» توجد على جانبيه قصور ومبان بفن الباروك وهو فن كان منتشرا في وسط أوروبا خلال القرن الثامن عشر.

## الموقع
تقع جزيرة مايناو بالقرب من مدينة كونستانس في ولاية بادن-فورتمبيرغ الألمانية (أنظر الخريطة).
وتبلغ مساحة الجزيرة 45 هكتار (وليست بالكيلومتر المربع).

## صور من مايناو

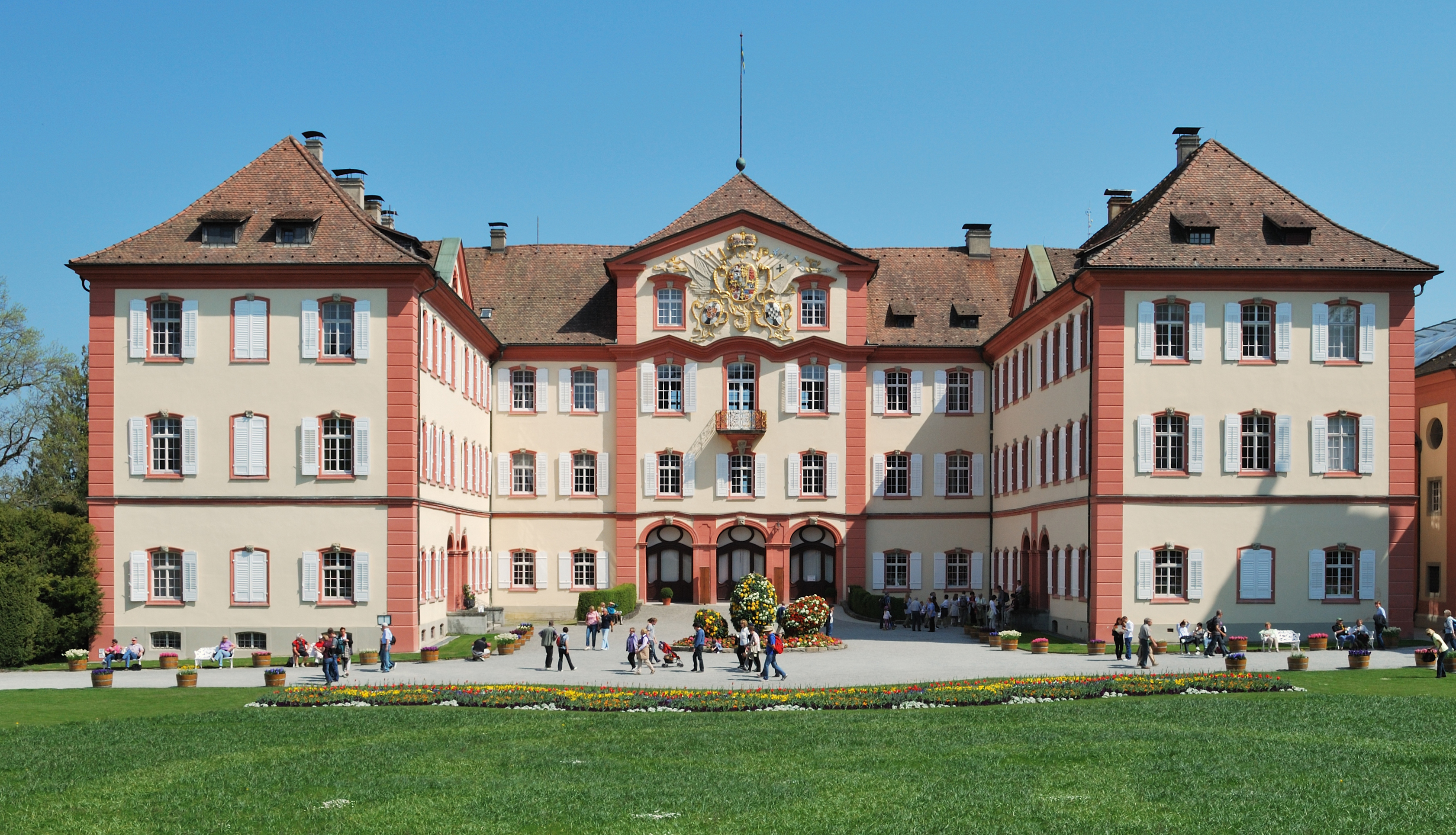
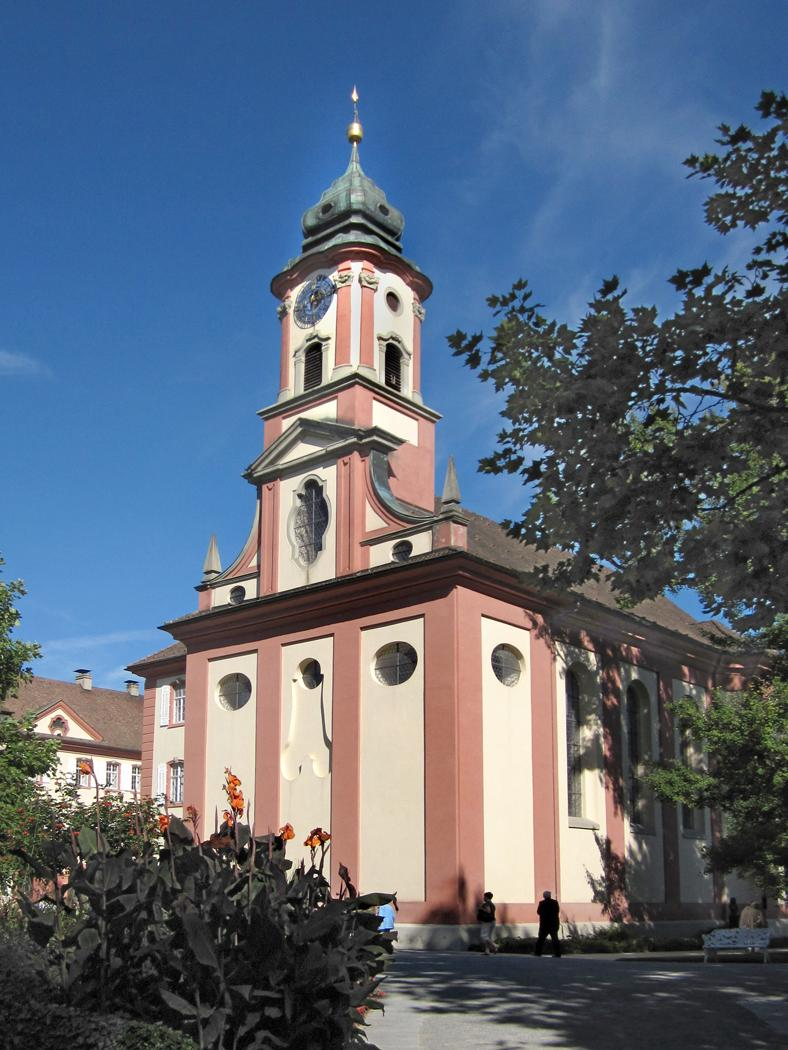
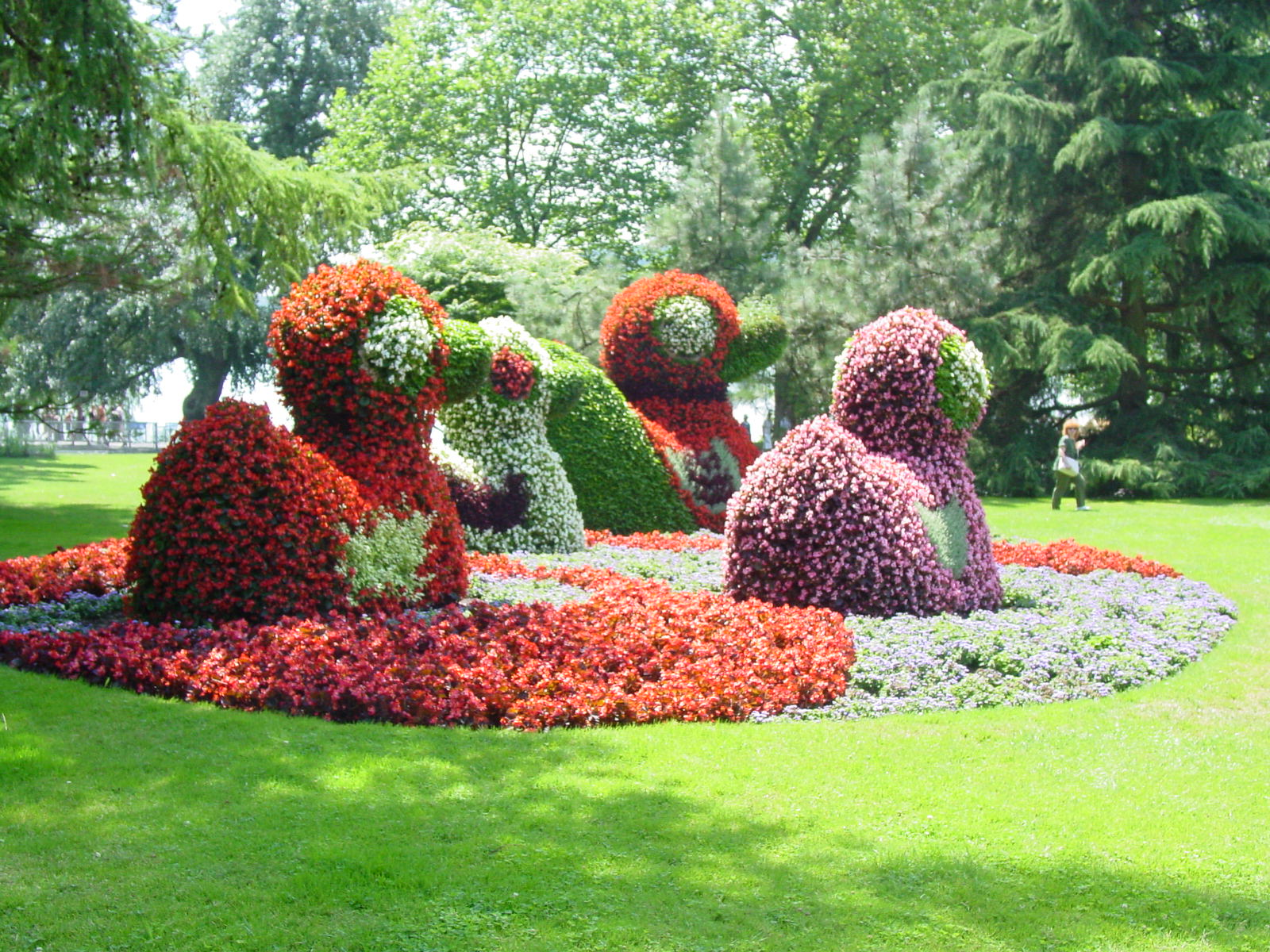
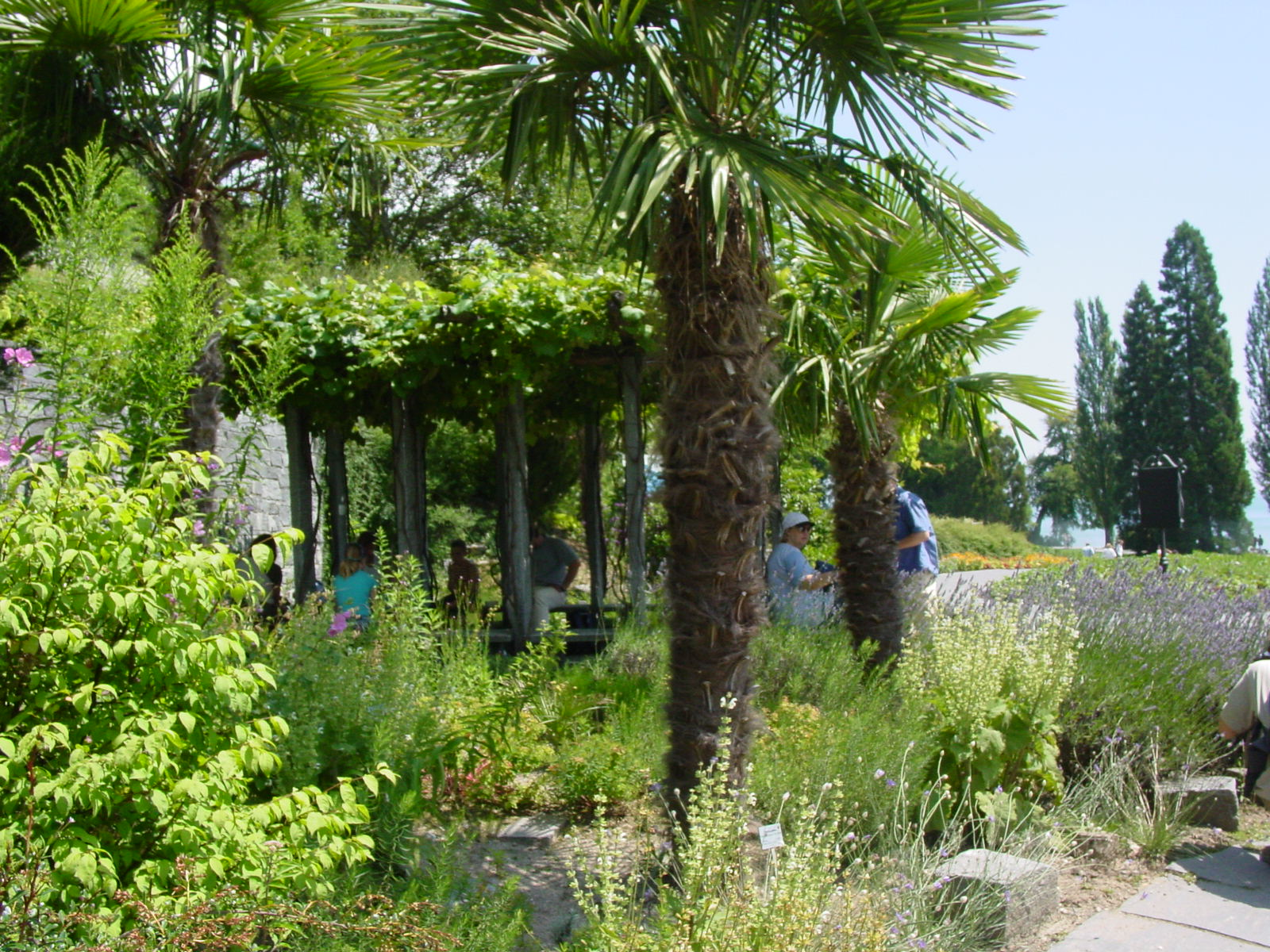

## وصلات خارجية
- www.mainau.de

## اقرأ أيضاً
- صخور اكسترنشتاينه
- دتمولد
- اسبوع كيل
- روتنبورج
- جبال الإلبه الحجرية الرملية

```
عن السياحة
```